# ثعلب ساخورا
ثعلب ساخورا (Lycalopex sechurae ou syn. Pseudalopex sechurae) ويدعى أيضًا بثعلب الصحراء الجنوبية.